# Jaana Pelkonen
Jaana Pelkonen, född 27 januari 1977 i Lahtis, är en finländsk programledare som inledde sin tv-karriär i olika spel- och nöjesprogram. 2011 blev Pelkonen invald i Finlands riksdag för Samlingspartiet.

## Politisk karriär
I riksdagsvalet 2011 blev Pelkonen invald i Helsingfors valkrets med 5 897 röster. I riksdagsvalet 2015 fick Pelkonen flest röster av samtliga kandidater i Helsingfors valkrets med sina 15 964 röster. Hennes röstetal var också det femte högsta av samtliga kandidater samt det högsta för en kvinnlig kandidat.
Pelkonen har även varit kommunpolitiker i Helsingfors stad sedan kommunvalet 2008, då hon blev invald i fullmäktige med 3 518 röster, det tionde högsta röstetalet för kandidaterna i staden. I kommunvalet 2012 fick hon 3 156 röster, det sjunde högsta bland kandidaterna. I kommunvalet 2017 fick hon 6 519 röster, det tredje högsta bland kandidaterna i staden.
I februari 2020 meddelade Pelkonen att hon skulle lämna riksdagspolitiken men sitta kvar sin nuvarande mandatperiod.

## Eurovision
Jaana Pelkonen var programledare i de finländska uttagningarna till Eurovision Song Contest 2006 och 2007. Tillsammans med Mikko Leppilampi ledde hon Eurovision Song Contest 2007 i Helsingfors den 10 maj och 12 maj.

## Privatliv
Sedan 2012 har Pelkonen varit förlovad med Niko Aho som har arbetat i Finlands flygvapen. De träffades på Slottets bal år 2007 då Pelkonen deltog i balen ensam och Aho var kadett. Parets dotter föddes 2017..    
År 2018 deltog Pelkonen i TV-underhållningsprogrammet Dansar med stjärnor.

## Utmärkelser
- Riddartecknet av I klass av Finlands Lejons orden,  6 december 2019[12]

[Redigera Wikidata]